# گلشن‌آباد (قوچان)
گلشن‌آباد (قوچان)، روستایی از توابع بخش مرکزی شهرستان قوچان در استان خراسان رضوی ایران است.

## جمعیت
این روستا در دهستان دوغائی قرار دارد و براساس سرشماری مرکز آمار ایران در سال ۱۳۸۵، جمعیت آن ۸۹ نفر (۲۸خانوار) بوده‌است.